# 高橋文質
高橋 文質（たかはし ぶんしち、1859年4月9日（安政6年3月7日） - 1915年（大正4年）5月29日）は、日本の衆議院議員（憲政本党→立憲国民党）。

## 経歴
越後国頸城郡板倉村（現在の新潟県上越市）出身。板倉村会議員、中頸城郡会議員、新潟県会議員、同参事会員を歴任した。1908年（明治41年）、第10回衆議院議員総選挙に出馬し、当選を果たした。
その他、立憲改進党系の高田新聞社社長を務め、上越電気株式会社取締役に選ばれた。